# Alpaida lomba
Alpaida lomba är en spindelart som beskrevs av Levi 1988. Alpaida lomba ingår i släktet Alpaida och familjen hjulspindlar. Inga underarter finns listade i Catalogue of Life.